# بلندی نالبانی
بلندی نالبانی (آلبانیایی: Blendi Nallbani؛ زادهٔ ۳۰ مهٔ ۱۹۷۱) بازیکن فوتبال اهل آلبانی بود.
از باشگاه‌هایی که در آن بازی کرده‌است می‌توان به باشگاه فوتبال پارتیزانی تیرانا و باشگاه فوتبال تیرانا اشاره کرد.
وی همچنین در تیم‌های ملی فوتبال زیر ۲۱ سال آلبانی، و آلبانی بازی کرده‌است.